# Stachys turkestanica
Stachys turkestanica là một loài thực vật có hoa trong họ Hoa môi. Loài này được (Regel) Popov miêu tả khoa học đầu tiên năm 1954.